# Кайлярски палеонтологичен и исторически музей
Кайлярският палеонтологичен и исторически музей, бивш Кайлярски антропологически и етнографски музей (на гръцки: Παλαιοντολογικό Ιστορικό Μουσείο Πτολεμαΐδας, бивш Ανθρωπολογικό και Λαογραφικό Μουσείο), е музей, разположен в Кайляри (Птолемаида), дем Еордея, Гърция.
Основан е в 1997 година. В 2006 година с преместването му в нова сграда става Палеонтологичен и исторически музей.
В сградата се намират не само палеонтологични и исторически експонати, но и крило с галерия с ценни произведения на гръцки художници. От изключителна важност е разделът на Павлос Мосхидис, който дарява на музея 100 картини, както и целия си архив. В музея също така има секция с археологически находки и фолклорна колекция. В него се организират и изложби от всякакъв вид.